# Автошлях Т 0819
Автошля́х Т 0819 — автомобільний шлях територіального значення в Запорізькій області. Проходить територією Пологівського та Бердянського районів через Кам'янку — Комиш-Зорю — Осипенко. Загальна довжина — 51 км.

## Маршрут
Автошлях проходить через населені пункти:
| Автошлях Т 0819    |        |
| Запорізька область |        |
| Пологівський район |        |
| Кам'янка           | Н08    |
| Комиш-Зоря         |        |
| Грузьке            |        |
| Бердянський район  |        |
| Берестове          |        |
| Осипенко           | М14E58 |